# Korai buddhista iskolák

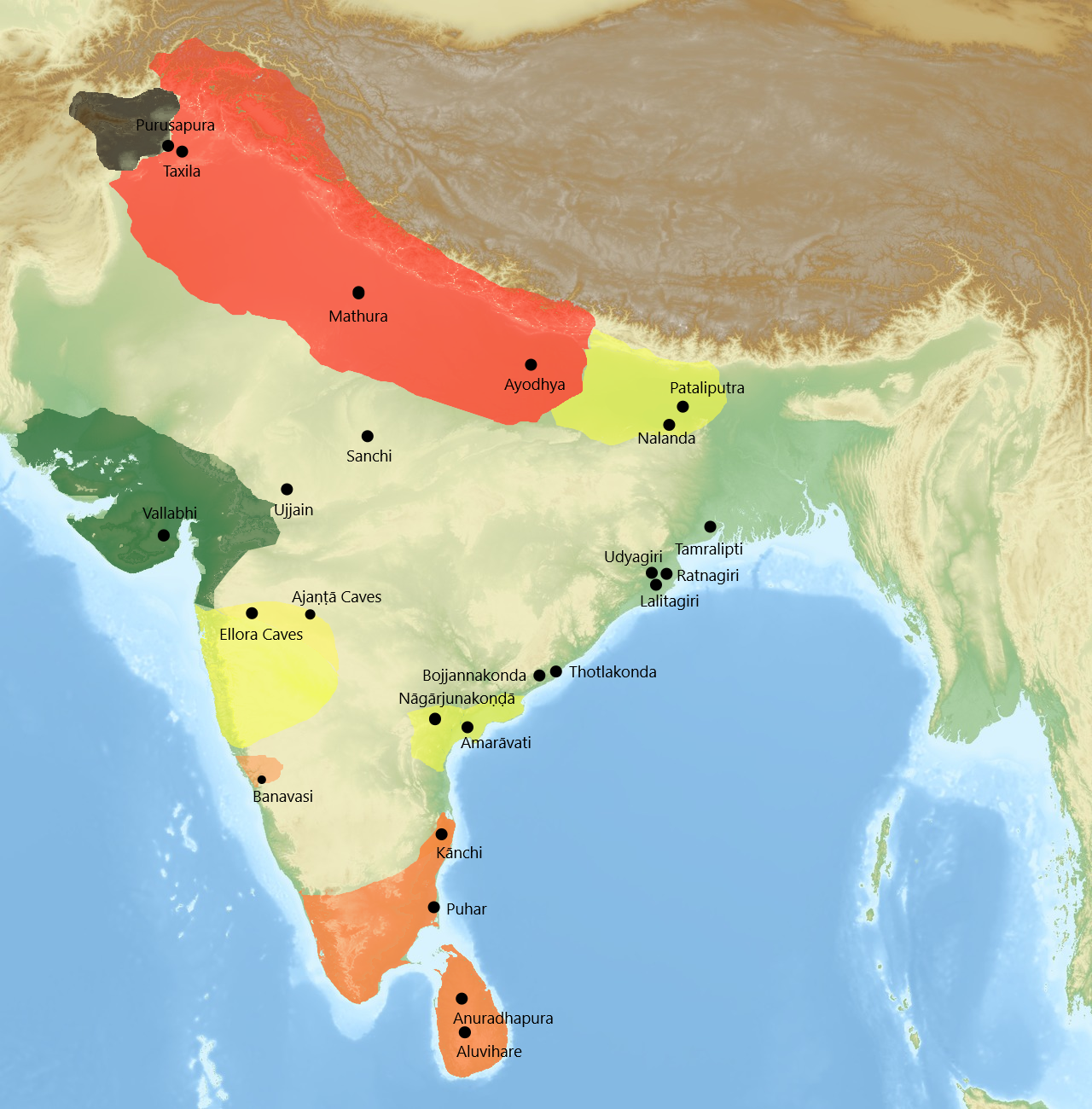
A buddhista iskolák legfőbb földrajzi központjai Dél-Ázsiában, Hszüan-cang 7. századi látogatása körül. Magyarázat:
- piros: nem-pudgalaváda szarvásztiváda iskola
- narancs: nem-dharmaguptaka vibhadzsjaváda iskolák
- sárga: mahászánghika
- zöld: pudgalaváda
- szürke: dharmaguptaka
Megjegyzés: A piros és szürke iskolák a későbbi mahájána iskolák elődei, míg a srí-lankai narancs színű terület (lásd Tamrasatija) a modern théraváda buddhizmus fő központja.

A korai buddhista iskolák azok az iskolák, amelyekre feloszlott a buddhista szangha - a szerzetesekre (bhikkhuk és bhikkhunik) vonatkozó fegyelmi szabályzat (vinaja) és a tanok különböző nézőpontjai miatt.
Az eredeti szangha Gautama Buddha halála után sok évvel oszlott két iskolára: a szthaviraváda és a mahászánghika. Collett Cox szerint a legtöbb tudós egyetért abban, hogy az legelső elismert csoportok gyökere Asóka előtt is már létezett, azonban a tényleges szétválás csak a halála után történt. Később ezek további iskolákra bomlottak - összesen 18-20 iskolát különböztetnek meg a különböző források.
A szakadások néha, amiatt történtek, mert nem egyezett a nézőpontjuk a Szutta-pitaka valódi értelmezésén vagy a vinaja pontos szabályait illetően. A saját ideológiáikat az abhidhammák és egyéb magyarázószövegek tartalmazzák. A különböző szekták szutta-pitákáinak összehasonlítása olykor bizonyítékokat szolgáltat arra, hogy az abhidhammákban szereplő ideológiák felbukkannak a szutta-pitakákban is, mintegy alátámasztandó az abhidhammákban szereplő állításokat.

## Az iskolák kialakulásai

### Az első tanácskozás
Az írások szerint (Csullavagga XI.1 ff), Gautama Buddha parinirvánája után három hónappal tartották az első buddhista tanácskozást (magyarul zsinatként is szokás fordítani) Rádzsgírban. A tanácskozáson Buddha tanítványai vettek részt, akik mind elérték az arhat tudatszintet. A théraváda nézőpont szerint ekkor egységesek voltak az álláspontok. Buddha minden tanítását egy idősebb szerzetes emlékezetére és tanítványaira bízták.
Az iskolák különbözőképpen számolnak be az első tanácskozásról és egyes tudósok kétségbe vonják az első buddhista tanácskozás létezését is.

### A második tanácskozás
A második buddhista tanácskozás Gautama Buddha halála után mintegy száz évvel történt. Szinte minden tudós egyetért abban, hogy ez a tanácskozás történelmi tény. Az egyes hagyományok tanácskozással kapcsolatos beszámolói ellentmondásosak, de egyetértenek abban, hogy ekkor történt a szangha nagy szétválása szthaviraváda és a mahászanghika iskolákra. Az okokat illetően nincs egyetértés

### Harmadik tanácskozás Asóka idején
A hagyomány szerint a buddhizmus 18 iskolára szakadt, de a különböző források más listákat adnak meg, ezért a tudósok úgy vélik, hogy ez a szám csak konvencionális.
A théraváda források szerint az i. e. 3. században, Asóka idején ült össze a harmadik buddhista tanácskozás. Más források azonban nem említik ezt a tanácskozást. Néhány tudós valószerűtlennek tartja a théraváda forrásokat, mások úgy tartják, hogy ezen a tanácskozáson csak théraváda-Vibhadzsjaváda iskolák találkoztak. Asóka idején a szthavira iskola három iskolára bomlott szét a tant illetően, de gyakorlatilag csak később váltak külön a szerzetesrendjeik.
A théraváda írások szerint a tanácskozást azért tartották, hogy egységesítsék a hivatalos (egyház) közösséget. A tanácskozáson megvitatták a vinaja (magaviseleti szabályzat) és a tanok egyes részeit is. A tanács elnöke, Moggaliputta Tissza könyvet írt az eseményről Kathá-vatthu címmel. A tanácskozást követően Asóka király is hivatalosan felvette a buddhizmust. Páli nyelven ezt a gondolati iskolát nevezték Vibhadzsjavádának, amelynek szó szerinti fordítása „azok elmélete, akik megkülönböztetnek”.
A jelenségek létezésének megkülönböztetéséről volt szó - a múlt, a jövő és a jelen dammáiról. A harmadik tanácskozás idején született írásokat - köztük a Vinaja-pitaka, a Szutta-pitaka és az Abhidhamma-pitaka - gyűjtőnéven „Tipitaka”) Asóka fia, Mahinda elvitte Srí Lankára, amelyet ott lefordítottak páli nyelvre. A mai napig a páli kánon a legteljesebben fennmaradt nikája-gyűjtemény, jóllehet a szarvásztiváda kánon többsége is fennmaradt kínai és tibeti fordításban, valamint szanszkrit nyelven is léteznek kéziratok.

### A harmadik tanácskozás után
Asóka után újabb buddhista irányzatok alakultak ki és további iskolák születtek. A nikája buddhizmus összes korai iskoláját a későbbi forrásokban úgy nevezték, hogy a "tizennyolc iskola". A théraváda kivételével sajnos egyik korai iskola sem élte túl a középkort, bár némely iskolából fennmaradtak kanonikus irodalmak - elsősorban kínai fordításban.
Az i. e. 1. század és az i. sz. 1. század között először használták a „mahájána” és a „hínajána” fogalmakat - például a Lótusz szútrában.

### Mahájána tagok
Annak ellenére, hogy ma a korai buddhista iskolákat szimplán „hínajánának” nevezik, ez nem fedi tökéletesen a valóságot. Jan Nattier szerint a mahájána sosem vonatkozott a buddhizmus egy külön iskolájára (szanszkrit: nikāya), hanem a bodhiszattváknak szánt tanok és ideák gyűjtőfogalmát jelentette. Paul Williams úgy véli, hogy a mahájána hagyományban sohasem kívántak megteremteni egy külön vinaját vagy szerzetesrendet, emiatt minden egyes mahájána rendbe belépő bhikkhu és bhikkhuni egy korai iskolához tartozik.
Ilyen értelemben a kelet-ázsiai dharmaguptaka iskolák és a tibeti múlaszarvásztiváda iskolák is a korai iskolákhoz tartoznak és a mahájána sohasem számított külön, rivális szektának a korai iskolákon belül. Paul Harrison magyarázata szerint minden mahájána tag a korai iskola tagja, de nem minden korai iskola tagja volt mahájána.
Ji-csing kínai buddhista utazó Indiai utazásával kapcsolatban azt írja, hogy négy fő (korai) buddhista iskolát talált: mahászánghika, szthavira, múlaszarvásztiváda és szammitíja. Arról nem ír, hogy melyik volt mahájána vagy hínajána.

## A tizennyolc iskola
Az általános nézet szerint ebben a korban 18 buddhista iskola létezett. Jóllehet ekkor még nem léteztek külön intézmények, az esetlegesen külön irányzatot képviselő szerzetesek egymás mellett éltek és ugyanazokat az előadásokat hallgatták. Csak más könyvekből tanultak. A listán szereplő iskolák a forrásoktól függően eltérhetnek.

### ADipavamszaszerinti lista
Ez a lista srí lankai krónikákból való (Dípavamsza és Mahávamsza).
| - Szthaviraváda/Vibhadzsjaváda/théraváda - Mahísászaka - első szakadás - Szarvásztiváda - harmadik szakadás - Kásjapíja - negyedik szakadás - Szankrantika - ötödik szakadás - Szautrántika - hatodik szakadás - Dharmaguptaka - harmadik szakadás - Pudgalaváda - első szakadás - Dharmottaríja - második szakadás - Bhadrajáníja - második szakadás - Szannágaraka - második szakadás - Szammitíja - második szakadás | - Mahászánghika - Kukkutika - első szakadás - Pradzsnaptiváda - második szakadás - Bahusrutíja - második szakadás - Ekavjávahárika - első szakadás - Csaitika - harmadik szakadás |

Ezen felül a Dípavamsza a következő hat iskolát is felsorolja:
- Hemavatika (szanszkrit: Haimavata)
- Radzsagiríja
- Sziddhatthaka
- Pubbaszelíja
- Aparaszelíja (szanszkrit: Aparasaila)
- Apararadzsagirika

### A Vaszumitra szerinti lista
Ez a lista a Szamajabhedo Paracsana Csakrából való, szerzője Vaszumitra szerzetes.
| - Szthaviraváda - Haimavata - első szakadás - Szarvásztiváda - első szakadás - Pudgalaváda - második szakadás - Dharmottaríja - harmadik szakadás - Bhadrajáníja - harmadik szakadás - Szammitíja - harmadik szakadás - Szannágaraka - harmadik szakadás - Mahísászaka- negyedik szakadás - Dharmaguptaka - ötödik szakadás - Kásjapíja - hatodik szakadás - Szautrántika - hetedik szakadás | - Mahászánghika - Ekavjávahárika - első szakadás - Lokottaraváda - első szakadás - Kukkutika - első szakadás - Bahusrutíja - második szakadás - Pradzsnaptiváda - harmadik szakadás - Csaitika - negyedik szakadás - Apara Saila - negyedik szakadás - Uttara Saila - negyedik szakadás |

### A Vinitadeva szerinti lista
Vinitadeva (645-715 körül) múlaszarvásztiváda szerzetes volt.
| - Szthaviraváda - Dzsetavaníja - Abhadzsagirivasza - Mahaviharavasza - Szammitíja - Kaurukullaka - Avantaka - Vatsíputríja - Szarvásztiváda - Múlaszarvásztiváda - Kásjapíja - Mahísászaka - Dharmaguptaka - Bahusrutíja - Tamraszatíja - Vibhadzsjaváda | - Mahászánghika - Purvaszaila - Aparaszaila - Haimavata - Lottaravadin - Pradzsnaptiváda |

### ASáriputrapariprccsászerinti lista
| - Szthaviraváda - Szarvásztiváda - Mahísászaka - Dharmaguptaka - Szuvarsza - Pudgalaváda - Dharmottarika - Bhadrajaníja - Szammitíja - Szannagarika - Kásjapíja - Szutravadin - Szankrantika | - Mahászánghika - Ekavjávahárika - Lokottaraváda - Kukkutika - Bahusrutíja - Pradzsnaptiváda - Mahádeva - Csaitika - Uttara Saila |

### A mahájána kínai nyelvű lista szerint
| Szthaviraváda (上座部) 11 szektára vált szét. Ezek: Szarvásztiváda (説一切有部), Haimavata (雪山部), Pudgalaváda (犢子部), Dharmottara (法上部), Bhadrajáníja (賢冑部), Szammitíja (正量部), Csannagirika (密林山部), Mahísászaka (化地部), Dharmaguptaka (法蔵部), Kásjapíja (飲光部), Szautrántika (経量部). - Szthaviraváda, később Haimavata - Szarvásztiváda - Pudgalaváda - Dharmottara - Bhadrajáníja - Szammitíja - Csannagirika - Mahísászaka - Dharmaguptaka - Kásjapíja - Szautrántika | Mahászánghika (大衆部) 9 szektára vált szét. Ezek: Ekavjávahárika (一説部), Lokottaraváda (説出世部), Kukkutika (鶏胤部), Bahusrutíja (多聞部), Pradzsnaptiváda (説仮部), Csaitika (制多山部), Apara Saila (西山住部) és Uttara Saila (北山住部). - Mahászánghika - Ekavjávahárika - Csaitika - Lokottaraváda - Apara Saila - Kukkutika - Uttara Saila - Bahusrutíja - Pradzsnaptiváda |

### Elméleti egyesített lista
| - Szthaviraváda - Pudgalaváda ('perszonalista') (kb. i. e. 280) - Pudgalaváda (Asóka idején) később: Szammitíja - Dharmottaríja - Bhadrajáníja - Szannágaraka - Vibhadzsjaváda (i. e. 240 előtt; Asóka idején) - théraváda (i. e. 240 körül) - Mahísászaka (i. e. 232 körül) - Dharmaguptaka (i. e. 232 után) - Szarvásztiváda (i. e. 237 körül) - Kásjapíja (i. e. 232 után) - Szautrántika (i. e. 50 és i. sz. 100 között) - Múlaszarvásztiváda (3-4. század) - Vaibhásika | - Mahászánghika - Ekavjávahárika (Asóka idején) - Lokottaraváda - Kukkutika (Asóka idején) - Bahusrutíja (i. e. késő 3. század) - Pradzsnaptiváda (i. e. késő 3. század) - Csaitika (i. e. 1. század közepe) - Apara Saila - Uttara Saila |

## Örökségek
Srí Lanka, Burma és Thaiföld théraváda iskolái a szthaviraváda, illetve még pontosabban a vibhadzsjaváda iskola utódai. Kétszer ment át névváltozáson. Valamikor a 4. század környékén vették fel a „théraváda” nevet.
| Idővonal: Buddhista hagyományok fejlődése és terjedése (i.e. 450 körül – i.sz. 1300 körül)                |                                     |                         |                         | | |                  |                            |                            |                            |                            |                            |  |
| |                                     |                         |                         | | |                  |                            |                            |                            |                            |                            |  |
| | i. e. 450                           | i. e. 450               | i.e. 250                | 100 | 100 | 500              | 500                        | 700                        | 800                        | 800                        | 1200                       |  |
| |                                     |                         |                         | | |                  |                            |                            |                            |                            |                            |  |
| India | Korai szangha                       |                         |                         | | |                  |                            |                            |                            |                            |                            |  |
| India | Korai szangha                       | Korai buddhista iskolák | Korai buddhista iskolák | Korai buddhista iskolák                                                                                                  | Korai buddhista iskolák                                                                                                  | Mahájána         | Mahájána                   | Vadzsrajána                | Vadzsrajána                | Vadzsrajána                |                            |  |
| India | Korai szangha                       | Korai buddhista iskolák | Korai buddhista iskolák | Korai buddhista iskolák                                                                                                  | Korai buddhista iskolák                                                                                                  |                  |                            |                            |                            |                            |                            |  |
| India | Korai szangha                       |                         |                         | | |                  |                            |                            |                            |                            |                            |  |
| India | Korai szangha                       |                         |                         | | |                  |                            |                            |                            |                            |                            |  |
| |                                     |                         |                         | | |                  |                            |                            |                            |                            |                            |  |
| Srí Lanka és Délkelet-Ázsia                                                                               |                                     |                         |                         | | |                  |                            |                            |                            |                            |                            |  |
| Théraváda buddhizmus                                                                                      |                                     |                         |                         | | |                  |                            |                            |                            |                            |                            |  |
| |                                     |                         |                         | | |                  |                            |                            |                            |                            |                            |  |
| |                                     |                         |                         | | |                  |                            |                            |                            |                            |                            |  |
| Tibet |                                     |                         |                         | | |                  |                            | Nyingma                    | Nyingma                    |                            |                            |  |
| Tibet |                                     |                         |                         | | |                  |                            | Nyingma                    | Nyingma                    |                            |                            |  |
| Tibet | Kadam                               |                         |                         | | |                  |                            | Nyingma                    | Nyingma                    |                            |                            |  |
| Tibet | Kagyü                               |                         |                         | | |                  |                            | Nyingma                    | Nyingma                    |                            |                            |  |
| Tibet | Dagpo                               |                         |                         | | |                  |                            | Nyingma                    | Nyingma                    |                            |                            |  |
| Tibet | Szakja                              |                         |                         | | |                  |                            | Nyingma                    | Nyingma                    |                            |                            |  |
| Tibet | Dzsonang                            |                         |                         | | |                  |                            | Nyingma                    | Nyingma                    |                            |                            |  |
| |                                     |                         |                         | | |                  |                            |                            |                            |                            |                            |  |
| Kelet-Ázsia                                                                                               |                                     |                         |                         | Korai buddhista iskolák és a Mahájána ( a selyemúton keresztül Kínába, óceáni kapcsolattal Indiába és egészen Vietnámig) | Korai buddhista iskolák és a Mahájána ( a selyemúton keresztül Kínába, óceáni kapcsolattal Indiába és egészen Vietnámig) |                  | Tangmi / Han-csuan Mi-cung | Tangmi / Han-csuan Mi-cung | Tangmi / Han-csuan Mi-cung | Tangmi / Han-csuan Mi-cung | Tangmi / Han-csuan Mi-cung |  |
| Kelet-Ázsia                                                                                               |                                     | Nara                    | Nara                    | Korai buddhista iskolák és a Mahájána ( a selyemúton keresztül Kínába, óceáni kapcsolattal Indiába és egészen Vietnámig) | Korai buddhista iskolák és a Mahájána ( a selyemúton keresztül Kínába, óceáni kapcsolattal Indiába és egészen Vietnámig) | Singon           | Singon                     | Singon                     |                            |                            |                            |  |
| Kelet-Ázsia                                                                                               | Csan                                |                         |                         | Korai buddhista iskolák és a Mahájána ( a selyemúton keresztül Kínába, óceáni kapcsolattal Indiába és egészen Vietnámig) | Korai buddhista iskolák és a Mahájána ( a selyemúton keresztül Kínába, óceáni kapcsolattal Indiába és egészen Vietnámig) |                  |                            |                            |                            |                            |                            |  |
| Kelet-Ázsia                                                                                               | Thiền, Szon                         |                         |                         | Korai buddhista iskolák és a Mahájána ( a selyemúton keresztül Kínába, óceáni kapcsolattal Indiába és egészen Vietnámig) | Korai buddhista iskolák és a Mahájána ( a selyemúton keresztül Kínába, óceáni kapcsolattal Indiába és egészen Vietnámig) |                  |                            |                            |                            |                            |                            |  |
| Kelet-Ázsia                                                                                               |                                     | Zen                     |                         | Korai buddhista iskolák és a Mahájána ( a selyemúton keresztül Kínába, óceáni kapcsolattal Indiába és egészen Vietnámig) | Korai buddhista iskolák és a Mahájána ( a selyemúton keresztül Kínába, óceáni kapcsolattal Indiába és egészen Vietnámig) |                  |                            |                            |                            |                            |                            |  |
| Kelet-Ázsia                                                                                               | Tientaj                             |                         |                         | Korai buddhista iskolák és a Mahájána ( a selyemúton keresztül Kínába, óceáni kapcsolattal Indiába és egészen Vietnámig) | Korai buddhista iskolák és a Mahájána ( a selyemúton keresztül Kínába, óceáni kapcsolattal Indiába és egészen Vietnámig) |                  |                            |                            |                            |                            |                            |  |
| Kelet-Ázsia                                                                                               | Tendai                              |                         |                         | Korai buddhista iskolák és a Mahájána ( a selyemúton keresztül Kínába, óceáni kapcsolattal Indiába és egészen Vietnámig) | Korai buddhista iskolák és a Mahájána ( a selyemúton keresztül Kínába, óceáni kapcsolattal Indiába és egészen Vietnámig) |                  |                            |                            |                            |                            |                            |  |
| Kelet-Ázsia                                                                                               | Nicsiren                            |                         |                         | Korai buddhista iskolák és a Mahájána ( a selyemúton keresztül Kínába, óceáni kapcsolattal Indiába és egészen Vietnámig) | Korai buddhista iskolák és a Mahájána ( a selyemúton keresztül Kínába, óceáni kapcsolattal Indiába és egészen Vietnámig) |                  |                            |                            |                            |                            |                            |  |
| Kelet-Ázsia                                                                                               | Dzsódo                              |                         |                         | Korai buddhista iskolák és a Mahájána ( a selyemúton keresztül Kínába, óceáni kapcsolattal Indiába és egészen Vietnámig) | Korai buddhista iskolák és a Mahájána ( a selyemúton keresztül Kínába, óceáni kapcsolattal Indiába és egészen Vietnámig) |                  |                            |                            |                            |                            |                            |  |
| |                                     |                         |                         | | |                  |                            |                            |                            |                            |                            |  |
| Közép-Ázsia és Tarim-medence                                                                              |                                     |                         | Gréko-buddhizmus        | Gréko-buddhizmus | Gréko-buddhizmus | Gréko-buddhizmus |                            |                            |                            |                            |                            |  |
| Közép-Ázsia és Tarim-medence                                                                              |                                     |                         |                         | | |                  |                            |                            |                            |                            |                            |  |
| Közép-Ázsia és Tarim-medence                                                                              | A buddhizmus terjedése a selyemúton |                         |                         | | |                  |                            |                            |                            |                            |                            |  |
| |                                     |                         |                         | | |                  |                            |                            |                            |                            |                            |  |
| | i.e. 450                            | i.e. 450                | i.e. 250                | 100 | 100 | 500              | 500                        | 700                        | 800                        | 800                        | 1200                       |  |
| \| \| Magyarázat: \| \| = Théraváda \| \| = Mahájána \| \| = Vadzsrajána \| \| = Vegyes / szinkretikus \| |                                     |                         |                         | | |                  |                            |                            |                            |                            |                            |  |
| | Magyarázat:                         |                         | = Théraváda             | | = Mahájána |                  | = Vadzsrajána              |                            | = Vegyes / szinkretikus    |                            |                            |  |

A korai iskolák hagyományai megőrzésre kerültek több mahájána iskolában is. A tibeti buddhizmus összes iskolája a múlaszarvásztiváda-féle vinaját használja és a szarvásztiváda abhidharmát gyakorolja, amelyeket kiegészítettek mahájána és vadzsrajána szövegekkel. A kínai iskolák a dharmaguptaka iskola vinajáját használják főleg.